# Postiljonen (musikgrupp)
Postiljonen är ett svensk-norskt drömpopband bestående av Daniel Sjörs och Joel Nyström Holm från Stockholm och Mia Brox Bøe från Bergen. Bandet bildades i september 2011 efter att de tre medlemmarna träffats på en musikskola i Stockholm. Bandets debutalbum Skyer släpptes 2013. Samma år blev de nominerade i kategorin "Årets pop" på P3 Guld-galan.

## Diskografi
Studioalbum
- 2013: Skyer
- 2016: Reverie

Singlar
- 2013: "Atlantis"
- 2013: "Supreme"
- 2015: "Wait"
- 2015: "Go!"
- 2015: "The Open Road"
- 2016: "How Can Our Love Be Blind"
- 2017: "Crazy"